# Route 276 (Nouvelle-Écosse)
Pour les articles homonymes, voir Route 276.
La route 276 est une courte route secondaire de la Nouvelle-Écosse d'orientation ouest-est, située dans le sud-est de la province. Elle relie la route 7 au village de Goshen. De plus, elle ne mesure que 5 kilomètres, et est la plus courte route provinciale de la province. Elle est aussi asphaltée sur l'entièreté de son tracé.

## Tracé
La route 276 débute à South Lochaber, sur la route 7. Elle se dirige vers l'est pendant 5 kilomètres, puis se termine sur la route 316 dans le centre de Goshen.

## Communautés traversées
1. South Lochaber
2. Goshen